# Catedral Nossa Senhora Aparecida (Votuporanga)
A Catedral Nossa Senhora Aparecida de Votuporanga é um templo católico localizado no município de Votuporanga, interior do estado de São Paulo, Brasil. É a sede da Diocese de Votuporanga e está situada na Praça Matriz, região central da cidade.

## História
A história da igreja remonta à fundação de Votuporanga, com a celebração da primeira missa em 1937 pelo padre Isidoro Cordeiro Paranhos. Entre 1939 e 1940, foi construída a primeira capela dedicada a Nossa Senhora Aparecida, localizada onde hoje está a fonte luminosa.
A Paróquia Nossa Senhora Aparecida foi criada em 22 de dezembro de 1943, por decreto de Dom Lafayette Libânio, sendo instalada em 25 de dezembro do mesmo ano. Inicialmente, teve como padroeiro São Pascoal Bailão, mas em 1947, após pedidos da comunidade, Nossa Senhora Aparecida foi confirmada como padroeira.
Com o crescimento da cidade, surgiu a necessidade de um templo maior. Em 1953, sob a liderança do frei Gregório de Protásio Alves, foi elaborado um projeto em estilo neogótico pelo engenheiro Dante Andreoli. A pedra fundamental foi abençoada em 8 de dezembro de 1953, e as obras iniciaram-se em abril de 1954.
Após quatro anos de construção, a nova igreja matriz foi inaugurada em 12 de outubro de 1958, ainda inacabada. As torres foram concluídas em 1963, o altar de mármore foi consagrado em 1964 e os vitrais começaram a ser instalados em 1960. Em 1966, foram adicionados lustres e iniciada a pintura do forro, concluída no mesmo ano.
Com a criação da Diocese de Votuporanga em 20 de julho de 2016, pelo Papa Francisco, o templo foi elevado à condição de catedral diocesana, tendo Dom Moacir Aparecido de Freitas como seu primeiro bispo.

## Arquitetura
A catedral apresenta estilo neogótico, com elementos como abóbadas de cruzaria, arcos ogivais e vitrais coloridos que ilustram cenas da vida cristã. A construção em forma de cruz e os vitrais que filtram a luz do sol conferem ao interior uma atmosfera mística.

## Bispos
| Nº | Nome                        | Período       | Observações                              |
| -- | --------------------------- | ------------- | ---------------------------------------- |
| 1  | Moacir Aparecido de Freitas | 2016–presente | Primeiro bispo da Diocese de Votuporanga |

## Párocos
| Nº | Nome                              | Período         | Observações         |
| -- | --------------------------------- | --------------- | ------------------- |
| 1  | Frei Francisco Xavier             | 1943–1945       | Vigário Superior    |
| 2  | Frei Elias Hüppe                  | 1945            | Vigário Superior    |
| 3  | Frei Meinrado Vogel               | 1945–1946       | Vigário Encomendado |
| 4  | Pe. Arthur Horsthuis              | 1946            | Vigário Encomendado |
| 5  | Pe. João Schulterwalter           | 1947–1953       | Pároco              |
| 6  | Frei Gregório de Protásio Alves   | 1953–1956       | Vigário Superior    |
| 7  | Frei Ambrósio de Bebedouro        | 1956–1959       | Vigário Superior    |
| 8  | Frei Eusébio de Penápolis         | 1959–1960       | Vigário Superior    |
| 9  | Frei Benjamin Maria de Piracicaba | 1960–1964       | Vigário Superior    |
| 10 | Frei Anselmo de Taubaté           | 1964–1966       | Vigário Superior    |
| 11 | Frei Sérgio Maria de Capivari     | 1966–1969       | Vigário Superior    |
| 12 | Frei Cirilo Bergamasco            | 1969–1972, 1981 | Vigário Superior    |
| 13 | Frei Ismael Martignago            | 1972–1975       | Vigário Superior    |
| 14 | Frei Tarcísio Paulino Leite       | 1975–1978       | Vigário Superior    |
| 15 | Frei Eraldo Bortoleto             | 1978–1981       | Vigário Superior    |
| 16 | Frei Agostinho Thomazzela         | 1981–1983       | Vigário Superior    |
| 17 | Pe. Nino Carta                    | 1983–1991       | Pároco              |
| 18 | Pe. Edemur José Alves             | 1991–2011       | Pároco              |
| 19 | Pe. Gilmar Margotto               | 2011–presente   | Pároco atual        |